# Marie-Zélia Lafont
Marie-Zélia Lafont (Orthez, 9 gennaio 1987) è una canoista francese, specializzata nello slalom.

## Carriera
Lafont inizia la sua carriera agonistica internazionale nel 2003, esordendo ai Campionati Europei di Canoa Slalom Junior a Hagen in Germania, dove ottiene una medaglia di bronzo nella gara K1 a squadre insieme a Clotilde Miclo e Carole Bouzidi.
Dopo aver conquistato altre tre medaglie negli Europei Under 23 del 2006 e 2009, vince la sua prima medaglia d'oro in una competizione assoluta agli Europei 2013 di Cracovia, con un successo nella categoria K-1 a squadre ottenuto con Carole Bouzidi e Émilie Fer.
Il 2015 è l'anno più fruttuoso per la sportiva francese, ottenendo un bronzo ai Campionati Europei 2015 di Markkleeberg e la sua prima medaglia, anche essa di bronzo, in un mondiale a Londra 2015, entrambe nella categoria K1 a squadre insieme a Bouzidi e Fer.
Grazie alle sue buone prestazioni riesce a strappare il pass per le Olimpiadi 2016 di Rio de Janeiro, arrivando alla fase preliminare della categoria K1, concludendo al 16º posto. L'anno successivo agli Europei 2017 di Tacen vince la sua prima medaglia individuale con un bronzo nella categoria K1 e insieme a Lucie Baudu e Camille Prigent mette in bacheca un altro bronzo nel K1 a squadre.
L'anno seguente conquista il suo primo oro ad un mondiale con la vittoria della categoria K1 a squadre di Rio de Janeiro 2018, coadiuvata da Baudu e Prigent. Bissa lo stesso risultato con le medesime compagne, anche nel 2019 con la vittoria dell'oro nel K1 a squadre agli Europei 2019 di Pau in Francia.
Nel 2021 gareggia nella categoria K1 femminile ai Giochi Olimpici di Tokyo 2020, fermandosi in semifinale, chiudendo al 14º posto.

## Palmarès
- Mondiali - Slalom

Londra 2015: bronzo nel K1 a squadre.
Rio de Janeiro 2018: oro nel K1 a squadre.
- Europei - Slalom

Cracovia 2013: oro nel K1 a squadre.
Markkleeberg 2015: bronzo nel K1 a squadre.
Tacen 2017: bronzo nel K1.
Tacen 2017: bronzo nel K1 a squadre.
Pau 2019: oro nel K1 a squadre.